# Statsforvaltningen
 Der er for få eller ingen kildehenvisninger i denne artikel, hvilket er et problem. Du kan hjælpe ved at angive troværdige kilder til de påstande, som fremføres i artiklen.

Statsforvaltningen var fra 1. juli 2013 til 31. marts 2019 en statslig myndighed, der lokalt varetog en række opgaver, som ikke hørte under kommunerne eller regionerne. Statsforvaltningen hørte organisatorisk under Social- og Indenrigsministeriet.

## Familieretshuset
Den 1. april 2019 trådte et nyt familieretligt system i kraft og Statsforvaltningen lukkede. Samtidig blev Familieretshuset etableret, og det har ligesom Statsforvaltningen ni afdelinger fordelt rundt i landet. Familieretshuset skal varetage opgaver på det familieretlige område i medfør af lov nr. 1702 af 27. december 2018 om Familieretshuset (Familieretshusloven).
Styrelsen for International Rekruttering og Integration (SIRI) overtog samtidig behandlingen af ansøgninger om EU-opholdsdokumenter fra Statsforvaltningen. Ansøgninger om opholdsdokument i Danmark efter EU-reglerne, skal derfor fra 1. april 2019 indgives til Styrelsen for International Rekruttering og Integration (SIRI).
Ankestyrelsen overtog opgaverne med tilsynet med kommunerne og regionerne.

## Statsforvaltningen
Statsforvaltningen erstattede den 1. juli 2013 de fem regionale statsforvaltninger, som ved strukturreformen i 2007 afløste statsamterne. Forvaltningen var organiseret med hovedkontor i Aabenraa og derudover otte afdelinger rundt om i landet.  
Myndigheden Statsforvaltningen må ikke forveksles med det generelle begreb "statsadministrationen", som hører under forvaltningsretten.

### Kontorer
| Afdeling               | Adresse                         | By                    | Region             |
| ---------------------- | ------------------------------- | --------------------- | ------------------ |
| Aabenraa (hovedkontor) | Storetorv 10                    | 6200 Aabenraa         | Region Syddanmark  |
| København              | Ellebjergvej 52                 | 2450 København SV     | Region Hovedstaden |
| Rønne                  | Østre Ringvej 1                 | 3700 Rønne            | Region Hovedstaden |
| Ringsted               | Nørregade 2                     | 4100 Ringsted         | Region Sjælland    |
| Nykøbing F.            | Dronningensgade 30              | 4800 Nykøbing Falster | Region Sjælland    |
| Odense                 | Mogensensvej 24 C, 1.           | 5000 Odense C         | Region Syddanmark  |
| Ringkøbing             | Østergade 41                    | 6950 Ringkøbing       | Region Midtjylland |
| Aarhus                 | Lyseng Allé 1                   | 8270 Højbjerg         | Region Midtjylland |
| Aalborg                | Aalborghus Slot, Slotspladsen 1 | 9000 Aalborg          | Region Nordjylland |

## Opgaver
Statsforvaltningen varetog opgaver inden for følgende hovedområder:

### Tilsyn
- Tilsyn med landets kommuner og regioner.

### Familieretssager
- Bevilling af separation og skilsmisse.
- Sager om Børne- og ægtefællebidrag.
- Sager om forældremyndighed og samvær.
- Faderskabssager.
- Sager om adoption.
- Sager om værgemål.
- Tilsyn med umyndiges båndlagte midler.
- Tilsyn med umyndiges drift af egen virksomhed.

### Udlændingesager
- Opholdsbevis til EU-borgere.
- Opholdstilladelse til udenlandske adoptivbørn.
- Indfødsret til statsborgere fra de øvrige nordiske lande.

### Sundhedsvæsen
- Sekretariat for Det psykiatriske Patientklagenævn.
- Afgørelse af sager om forældreuegnethed ved behandling med kunstig befrugtning.

### Folkekirken
- Statsforvaltningens direktør eller vicedirektør er samtidig stiftamtmand og udgør sammen med et stifts biskop Stiftsøvrigheden, som varetager opgaver med hensyn til Folkekirkens økonomiske, bygningsmæssige og personalemæssige forhold.

### Andre opgaver
- Ankeinstans vedrørende kommuners behandling af visse byggesager.
- Godtgørelse af visse udgifter i forbindelse med hegnssyn og skelforretninger.
- Sekretariat for Byfornyelsesnævnet.
- Kontrol af kandidatanmeldelser og udarbejdelse af kandidatlister ved folketingsvalg.
- Afgørelse i visse sager om navngivning og navneændring.
- Ankeinstans i sager om master til radiokommunikation.
- Ankeinstans i sager om strandinger og strandingsgods.

Indtil 1. juli 2013 var de regionale statsforvaltninger sekretariat for Det sociale Nævn og Beskæftigelsesankenævnet. Disse nævn er nu nedlagt og deres sagsområder er flyttet til Ankestyrelsen.

## Direktører og vicedirektører
Den 15. oktober 2018 blev Anette Hummelshøj direktør for statsforvaltningen. Hun afløste Helle Haxgart. 